# Campeonato Paranaense de Voleibol
O Campeonato Paranaense de Voleibol é uma competição de voleibol disputada por clubes do Estado do Paraná. A Federação Paranaense de Voleibol (FPV) foi fundada em 1953 e desde então chancela a competição.

## Campeonato Paranaense de Voleibol Masculino
| Ano  | Ouro                        | Prata                        | Bronze                             | Quarto lugar                       |
| ---- | --------------------------- | ---------------------------- | ---------------------------------- | ---------------------------------- |
| 2015 | ASPMA/Araucária             | PM Foz do Iguaçu/Pisossul    | AMVP/Famma                         | MV Selmer/Caramuru/Castro          |
| 2016 | MV Selmer/Caramuru/Castro   | ASPMA/Araucária/Bernack      | PM Foz do Iguaçu/Pousada Cataratas | PM Toledo/Prati-Donaduzzi          |
| 2017 | MV Selmer/Compagás/Caramuru | Fadep/Sudati/Palmas          | PM Foz do Iguaçu/Pousada Cataratas | Telêmaco Borba/AVTB                |
| 2018 | Ponta Grossa Caramuru Volei | Copel Telecom/ Maringá Volei | AVP-Palmas/ Guararapes/SUDATI      | PM Foz do Iguaçu/Pousada Cataratas |
| 2019 | Denk Maringá Volei          | Ponta Grossa Caramuru Volei  | AVP-Palmas/ Guararapes/SUDATI      | PM Foz do Iguaçu                   |

## Campeonato Paranaense de Voleibol Feminino
| Ano  | Ouro                   | Prata                | Bronze                    | Quarto lugar        |
| ---- | ---------------------- | -------------------- | ------------------------- | ------------------- |
| 2015 | Maringá/Famma/Amavolei | Unibrasil Vôlei      | São José dos Pinhais      | Cascavel            |
| 2016 | Maringá/Famma/Amavolei | Cascavel/Unimed      | São José dos Pinhais      | SF Sports/Curitiba  |
| 2017 | Maringá/Famma/Amavolei | São José dos Pinhais | Colombo/Mambembe          | Unibrasil Vôlei     |
| 2018 | Maringá/Famma/Amavolei | São José dos Pinhais | Champagnat/Londrina       | PM Colombo/Mambembe |
| 2019 | São José dos Pinhais   | Vôlei Marechal       | Maringá/Prorelax/Amavolei | Foz do Iguaçu       |